# Ulrich Jörke
Ulrich Jörke (* 7. Juli 1936 in Berlin) ist ein deutscher Bildhauer.

## Leben und Werk
Jörke machte von 1951 bis 1954 in Berlin eine Lehre als Fernmeldemonteur. Von 1959 bis 1962 absolvierte er ein Ingenieurstudium an der Ingenieurschule für Elektrotechnik in Mittweida. Danach arbeitete er in seinem Beruf. In der Freizeit betätigte er sich künstlerisch als Zeichner und Plastiker. Er besuchte dazu die Volkshochschule und arbeitete in der Berliner Bildhauergruppe „AKANTHUS“ mit. Er lernte u. a. Werner Stötzer und Gerhard Rommel kennen, die ihn förderten.
Von 1979 bis 1982 studierte Jörke Bildhauerei an der Kunsthochschule Berlin-Weißensee. Seitdem arbeitete er in Berlin als freischaffender Bildhauer, vor allem Steinbildhauer, daneben auch als Maler und Zeichner. Neben Plastiken schuf er insbesondere in Berlin, Strausberg und Zehdenick baugebundene Werke und weitere Werke im öffentlichen Raum. Von Jörke stammt die Plastik, die für den Brandenburgischen Kunstpreis 2021 vergeben wurde.
Von 1983 bis 1990 war Jörke künstlerischer Leiter des Kultur- und Sportclubs der NVA in Strausberg. Seit dessen Gründung betreute er von 1983 bis 2015 die Künstlergruppe Kontrapost des Klubs. Er war auch künstlerischer Leiter der Mal- und Zeichengruppe Amtshaus in Französisch-Buchholz.
Jörke hatte eine bedeutende Zahl von Einzelausstellungen und Ausstellungsbeteiligungen. In der DDR war er auch an wichtigen zentralen Ausstellungen beteiligt, u. a. 1983 in Leipzig an Kunst und Sport und in Berlin an Plastik und Blumen sowie 1987/1988 in Dresden an der X. Kunstausstellung der DDR.

## Mitgliedschaften
- 1986 bis 1990: Verband Bildender Künstler der DDR
- Ab 1990 Berufsverband Bildender Künstler*innen Berlin (BBK)

## Ehrungen
- Eintrag in das Ehrenbuch der Stadt Strausberg
- Ehrennadel in Gold des Kultur- und Sportclubs Strausberg e.V. (KSC).

## Selbstreflexion
Moderne REGIONAL: Finden Sie, der Begriff “DDR-Kunst” passt zu Ihnen?
„Ich kann damit nichts anfangen. aber man sieht das immer wieder im Internet. Teilweise etwas abgewertet als Auftragskunst, als staatsmäßig. Aber ich bin einfach Realist. Ostkunst vielleicht. Schlicht, figürlich, angenehm. Ohne Provokation. Einfach nur anschaulich. Damals war das passend für diesen Raum, da hat mir niemand reingeredet. Da kam kein Staat und sagte, das wollen wir so oder so. Ich habe mich seitdem vielleicht entwickelt. Nicht, weil ich West geworden bin, sondern das kommt von innen heraus.“

## Werke im öffentlichen Raum (Auswahl)

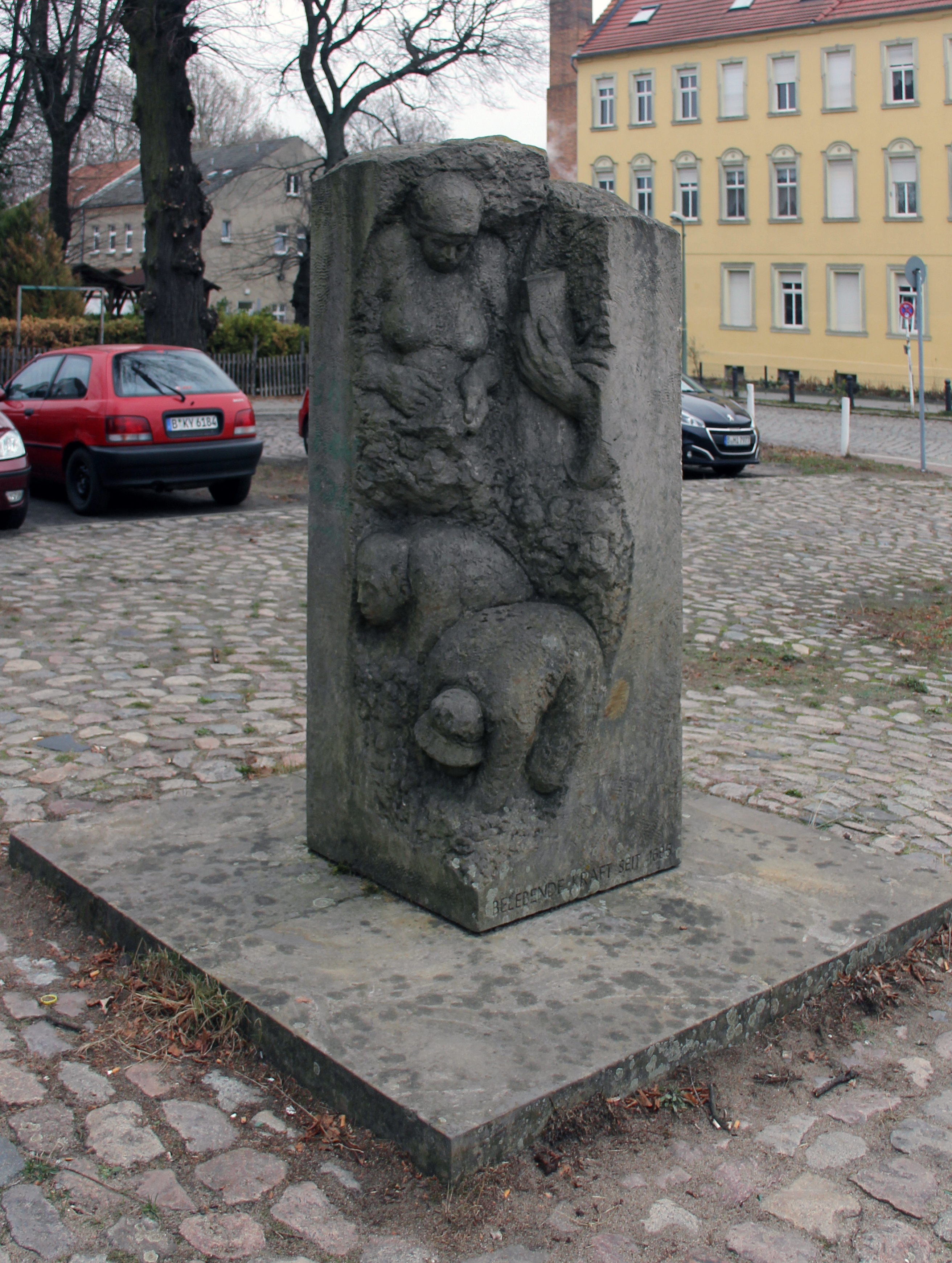
Hugenotten, belebende Kraft, Sandsteinskulptur in Berlin-Französisch Buchholz

- Berliner Stadtgeschichte (24 Reliefs, Stuck, 1987/1988; Berlin, Wände der U-Bahnhofs Märkisches Museum; mit dem Grafiker Karl-Heinz Schäfer)[2]
- Hugenotten, belebende Kraft (Sandsteinskulptur, 1990, Pfarrer-Hurtienne-Platz in Berlin-Französisch Buchholz)
- Szenen im Berliner Tierpark (Reliefs, Terrakotta-Fliesen, 1998/2020; Berlin, Verbindungstunnel zum U-Bahnhof Tierpark) u. a.[2]